# Hammam Melouane
Hammam Melouane là một đô thị thuộc tỉnh Blida, Algérie. Dân số thời điểm năm 2002 là 4.551 người.